# Cassi Parmensis
Cassi Parmensis (llatí: Cassius Parmensis) va ser un escriptor romà nascut a Parma. Algunes referències l'anomenen Gai Cassi Sever Parmensis (Gaius Cassius Severus Parmensis), però és erroni, car no es pot afirmar que el seu praenomen sigui Gaius ni el seu cognomen Severus. Horaci, quan censura escriptors que componen històries i poemes de forma descuidada i ràpida, anomena un Gaius Etruscus, a qui compara amb un riu desbordat que arrossega aigües tèrboles, i afegeix que les obres d'aquest autor van ser enviades a les flames. Però aquest devia ser un personatge diferent, puix que Heleni Acró, Publili Optacià Porfiri i altres autors diuen que va escriure diferents obres que havien vist, entre les quals una tragèdia anomenada Thyestes, una anomenada Brutus, elegies i epigrames, destacant un petit poema en hexàmetres de nom Orpheus.
En la seva vida personal va ser un dels conspiradors contra Juli Cèsar. Va prendre part com a tribú militar a la guerra contra els triumvirs i després de la mort de Brutus i Cassi, quan tenia el comandament de la flota, se'n va anar a Sicília i es va unir a Sext Pompeu. Després de la batalla naval lliurada entre Mylae i Nàuloc es va rendir a Marc Antoni, al que després va seguir fins a la batalla d'Àccium. Llavors va anar a Atenes i va ser mort per un comandant d'Octavi, Luci Var, l'any 30 aC. Vel·lei Patercle diu que Cassi Parmensis va ser l'últim dels assassins de Cèsar que va ser mort.